# VV Bennekom
VV Bennekom (Voetbalvereniging Bennekom) is een op 29 september 1954 opgerichte amateurvoetbalvereniging uit Bennekom, gemeente Ede, provincie Gelderland, Nederland.
Het standaardelftal speelt sinds het seizoen 2016/17 in de Eerste klasse. De laatste degradatie uit de Hoofdklasse, de hoogst bereikte klasse, was in het seizoen 2015/16.

## Algemeen
VV Bennekom heeft rond de 1400 leden en de thuiswedstrijden speelt op Sportpark de Eikelhof. De supportersvereniging van VV Bennekom, Red White Legends, zorgt voor de sfeer bij de thuiswedstrijden van VV Bennekom.

## Standaardelftal
Competitie
Van 1973/74-2009/10 speelde vv Bennekom vrijwel ieder seizoen op het hoogste amateurvoetbalniveau in de Eerste klasse (1973/74-1995/96) en Hoofdklasse (1996/97-200/10). Enkel het seizoen 1991/92 vormde in deze periode een uitzondering, het speelde dit seizoen in de Tweede klasse. In het seizoen 2009/10 degradeerde Bennekom uit de hoofdklasse. Het seizoen erop (2010/11) werd Bennekom kampioen in de eerste klasse en promoveerde het eerste team weer naar de hoofdklasse, in middels het tweede amateurniveau. In het seizoen 2012/13 plaatste Bennekom zich voor de promotie/degradatiewedstrijden voor de Topklasse, maar daarin was SV Spakenburg hen de baas. In het seizoen 2015/16 volgde weer degradatie naar de eerste klasse.

### Erelijst
Zaterdag hoofdklasse *
Kampioen in 1982 (A), 1988 (B)
Zaterdag eerste klasse
Kampioen in 2011
Districtsbeker Oost
Winnaar in 1999, 2004, 2007
* tot 1996 was dit nog de Eerste klasse 

### Competitieresultaten 1959–heden
| 2 4A |

| 2 4A |

| 4 4A |

| 1 4A |

| 3 |

| 5 |

| 7 |

| 9 |

| 12 |

| 7 4A |

| 5 3A |

| 2 4A |

| 4 3A |

| 3 3A |

| 1 3A |

| 1 2C |

| 11 1A |

| 7 1B |

| 10 1B |

| 10 1B |

| 6 1A |

| 6 1B |

| 1 1B |

| 1 1A |

| 7 1B |

| 6 1B |

| 7 1B |

| 3 1C |

| 5 1B |

| 1 1C |

| 4 1B |

| 1 1A |

| 14 1A |

| 1 2D |

| 6 1C |

| 8 1B |

| 5 1B |

| 6 1C |

| 10 B |

| 6 B |

| 3 B |

| 5 B |

| 4 B |

| 5 B |

| 4 B |

| 6 B |

| 6 A |

| 6 B |

| 9 B |

| 9 B |

| 4 B |

| 14 B |

| 1 1D |

| 7 A |

| 9 A |

| 6 A |

| 6 A |

| 11 A |

| 4 1D |

| 7 1C |

| 2 1D |

| -- 1D |

| -- 1D |

| 7 1D |

| 6 1D |

| 5 1G |

* In verband met de COVID-19 uitbraak zijn de competities 2019/2020 en 2020/2021 voortijdig afgebroken.
| Hoofdklasse | Eerste klasse | Tweede klasse | Derde klasse | Vierde klasse |

In elke staaf van de grafiek staat van boven naar beneden vermeld: 
- Eindnotering

Dit is de positie die de club heeft bereikt in de competitie, zonder eventuele beslissings-, play-off- of nacompetitiewedstrijden die nodig zijn geweest om bijvoorbeeld de kampioen van de competitie te bepalen.
Indien een * achter het getal staat is de notering een tussenstand en kan het zijn dat de notering niet overeenkomt met de uiteindelijke eindstand van de competitie.
Staat er een - dan is het seizoen nog bezig en is er geen definitieve uitslag bekend.
Staat er xx op de positie van de notering, dan heeft de club vroegtijdig de competitie verlaten. Dit kan onder andere komen door terugtrekking van het team, faillissement van de club of door een uitgedeelde straf van de KNVB. In veel gevallen staat elders in het artikel de reden vermeld.
Staat er een ? dan is het resultaat uit het verleden onbekend, en is alleen de competitie of het niveau bekend van dat seizoen.
In de seizoenen 2019/20 en 2020/21 werd wegens de coronacrisis het amateurvoetbal afgebroken. Daardoor kennen deze staven geen eindklassering (middels -- weergegeven).
- Competitieniveau en afdelingsletter of Officiële eindstand Eredivisie
  - Competitieniveau en afdelingsletter

Hierbij geeft het getal het niveau weer, dat ook terug te vinden is in de legenda. De letter is de afdelingsaanduiding en wordt gebruikt wanneer er meer afdelingen zijn op hetzelfde niveau. De afdelingsletter is altijd een hoofdletter en wordt meestal zonder nummer gebruikt.
Voorbeeld: 2F is niveau 2e klasse competitie F.
Het competitieniveau en nummer wordt niet vermeld wanneer er slechts één competitie van dit niveau was.
  - Officiële eindstand Eredivisie (getal staat tussen haakjes vermeld)

Sinds de introductie van play-offwedstrijden voor Europees voetbal na afloop van de reguliere competitie in 2005/06, is de KNVB verplicht een eindstand van de Eredivisie door te geven aan de UEFA aan de hand van deze play-offwedstrijden.
Bij deze eindstand staan clubs die zich hebben gekwalificeerd voor Europees voetbal hoger dan clubs die zich niet wisten te kwalificeren. Indien er geen verschil was tussen de eindnotering en de officiële eindstand, staat dit getal niet vermeld.

- Onderafdeling

Hier staat afgekort de naam van de onderafdeling indien de club in dat jaar in een onderafdeling uitkwam. Tevens staat deze afkorting in de legenda en wordt gelinkt naar het artikel over deze onderafdeling. Deze afkorting wordt alleen vermeld wanneer de club in het verleden in verschillende onderafdelingen heeft gespeeld. Deze vermelding is in de staaf altijd in kleine letters. Deze onderafdelingen zijn na het seizoen 1995/96 afgeschaft. Heeft de club in slechts één onderafdeling gespeeld, dan is dit alleen terug te vinden in de legenda.
Onder de staaf staat het jaartal vermeld waarin het seizoen is afgesloten. 15 verwijst naar het seizoen 2014/15 of eventueel het seizoen 1914/15.
Wanneer een staaf leeg is, zijn deze gegevens niet bekend. Het kan ook zijn dat de club dat seizoen niet heeft meegespeeld op het hogere amateurniveau, vroegtijdig de competitie heeft verlaten of uit de competitie is gezet.

In het seizoen 1944/45 was er wegens de Tweede Wereldoorlog geen regulier competitievoetbal.

## Bennekom in de KNVB Beker
In het seizoen 2003/04 versloeg Bennekom in de eerste ronde van de KNVB beker het eerste elftal van FC Oss met 3-0. In de tweede ronde was Willem II echter te sterk.
Dit schema laat de resultaten zien van Bennekom tegen profclubs in de KNVB Beker.
| Seizoen | Ronde    | Wedstrijd                   | Uitslag |
| ------- | -------- | --------------------------- | ------- |
| 1982/83 | 1e ronde | sc Heerenveen - Bennekom    | 1-0     |
| 1986/87 | 1e ronde | Bennekom - SBV Excelsior    | 0-4     |
| 1988/89 | 1e ronde | Bennekom - FC Groningen     | 1-2     |
| 1990/91 | 1e ronde | Bennekom - MVV Maastricht   | 0-6     |
| 1996/97 | Groep 12 | Bennekom - VVV              | 0-4     |
| 1996/97 | Groep 12 | Bennekom - NEC Nijmegen     | 1-6     |
| 1999/00 | Groep 17 | Bennekom - Go Ahead Eagles  | 0-3     |
| 2000/01 | Groep 19 | Bennekom - De Graafschap    | 1-2     |
| 2001/02 | Groep 13 | VVV - Bennekom              | 3-2     |
| 2001/02 | Groep 13 | Bennekom - TOP Oss          | 1-1     |
| 2001/02 | 2e ronde | RKC Waalwijk - Bennekom     | 5-0     |
| 2003/04 | 1e ronde | Bennekom - TOP Oss          | 3-0     |
| 2003/04 | 2e ronde | Bennekom - Willem II        | 2-8     |
| 2004/05 | 1e ronde | Bennekom - BV Veendam       | 0-7     |
| 2006/07 | 2e ronde | Bennekom - AZ Alkmaar       | 0-10    |
| 2011/12 | 2e ronde | Bennekom - Roda JC Kerkrade | 1-6     |

## Bekende (ex-)spelers en (ex-)trainers
VV Advendo '57 · VV Bennekom · VV Blauw Geel '55 · DTS Ede · VV Ede/Victoria · KSV Fortissimo · SV Harskamp · FC Jeugd '90 · VV Lunteren · SV Otterlo · SDS '55 

Voormalig: Edesche Boys